# 松野知紀
松野 知紀 (まつの ともき、2002年 - ）は、世界経済フォーラム (WEF)・グローバルシェイパー。
ほかに、国際政治学学生協会 (IAPSS) 上席地域調整官、ハーバード大国際問題研究所 研究員、環境エネルギー政策研究所 北米地域リサーチ主幹などを務める。2021年から、米・ハーバード大学 (学部) に在学。世界政治学会 (IPSA)、アメリカ政治学会 (APSA)会員。

## 経歴
2002年生まれ。茨城県立日立第一高等学校附属中学校、高等学校出身。
2019年のY20サミット (G20公式附属会議)では、世界青年代表枠20名の一員に日本人として唯一選出され、複数の国際機関等に対して政策提言書を作成した。2021年、海外長期在住経験がなく、地方公立高校からハーバード大学を含む22大学に合格したことが複数メディアによって報じられた。また同年5月には、世界経済フォーラムによって「グローバルシェイパー」(政治、科学、経済などさまざまな分野で活躍している世界中の32歳以下の若者で構成)に選出・任命された。同年7月には、オランダのハーグで開催された ワールドスカラーズカップ（World Scholar's Cup、略称：WSC)に出場した。
現在はハーバード大学で環境科学と公共政策を学んでおり、エネルギー政策を中心に、日本やアメリカ、オーストラリアの各国政府機関と共同研究などを行っている。2022年にはハーバード大学日本政策ネットワークを創設し、日本関連の講演会や会議を主催、政府機関や民間企業との調査研究を推進。これまでの提携先として、茨城県つくば市やデジタル庁がある。
また、日本の国際的なプレゼンス向上を目的に、2023年にはYamauchi Japan Initiativeを共同設立。任天堂創業家である山内家と連携し、ハーバード大学関係者向け視察ツアーや要人を招いた会議の開催などを行っている。
2024年には、アゼルバイジャン・バクーにて開催された国連気候変動枠組条約第29回締約国会議 (COP29)に出席。アル・ゴア元米副大統領やジェニファー・グランホルム米エネルギー省長官らと会談を行い、日本における現実的な再生可能エネルギーへの移行プランを提唱した。
公益財団法人柳井正財団 (理事長 柳井正)の奨学生。